# 1924 في المملكة المتحدة
فيما يلي قوائم الأحداث التي وقعت خلال عام 1924 في المملكة المتحدة.

## سياسة

### تعيين في المنصب
- 22 يناير – رامزي ماكدونالد وزير الدولة للشؤون الخارجية وشؤون الكومنولث [الإنجليزية]‏، رئيس وزراء المملكة المتحدة،زعيم معارضة.
- 22 يناير – سيدني ويب رئيس مجلس التجارة [الإنجليزية]‏.
- 23 يناير – آرثر هندرسون وزير الدولة للشؤون الداخلية [الإنجليزية]‏.
- 3 نوفمبر – أوستن شامبرلين وزير الدولة للشؤون الخارجية وشؤون الكومنولث [الإنجليزية]‏.
- 3 نوفمبر – جورج كرزون زعيم مجلس اللوردات [الإنجليزية]‏.
- 4 نوفمبر – ستانلي بلدوين رئيس وزراء المملكة المتحدة.
- 6 نوفمبر – ونستون تشرشل مستشار الخزانة.

### انتهاء فترة المنصب
- 16 يناير – ستانلي بلدوين رئيس وزراء المملكة المتحدة.
- 22 يناير – جورج كرزون وزير الدولة للشؤون الخارجية وشؤون الكومنولث [الإنجليزية]‏.
- 22 يناير – روبرت سيسيل اللورد أمين الختم الكنيف [الإنجليزية]‏.
- 3 نوفمبر – رامزي ماكدونالد وزير الدولة للشؤون الخارجية وشؤون الكومنولث [الإنجليزية]‏،رئيس وزراء المملكة المتحدة.
- 3 نوفمبر – سيدني ويب رئيس مجلس التجارة [الإنجليزية]‏.
- 4 نوفمبر – آرثر هندرسون وزير الدولة للشؤون الداخلية [الإنجليزية]‏.

## رياضة
- 1 يناير – بطولة ويمبلدون 1924

## ظهور
- 1 يناير – ذو البدلة البنية رواية من تأليف أجاثا كريستي.

## كتب
من الكتب التي صدرت هذه السنة في المملكة المتحدة:
- 1 يناير – الرهائن الثلاثة من تأليف جون بوشان.
- 1 يناير – تحقيقات بوارو من تأليف أجاثا كريستي.
- 1 يناير – ذو البدلة البنية من تأليف أجاثا كريستي.

## مواليد

### يناير
- 8 يناير – رون مودي ممثل بريطاني.
- 21 يناير – بيني هيل
- 29 يناير – بوبي كومب لاعب كرة قدم اسكتلندي.

### فبراير
- 3 فبراير – إدوارد بالمر تومبسون
- 5 فبراير – تومي ماكغفرن
- 6 فبراير – بيلي رايت لاعب كرة قدم إنجليزي.
- 25 فبراير – هيو هكسلي

### مارس
- 8 مارس – أنتوني كارو نَحّات من المملكة المتحدة.
- 15 مارس – جيمي ويلسون لاعب كرة قدم من المملكة المتحدة.
- 20 مارس – هيم ماكوبي مؤرخ بريطاني.
- 31 مارس – بوب ميتلاند درّاج طريق من المملكة المتحدة.

### أبريل
- 1 أبريل – والاس بيترز عالم حشرات بريطاني.
- 20 أبريل – ليزلي فيليبس ممثل إنجليزي.
- 27 أبريل – كين غرين لاعب كرة قدم إنجليزي.

### مايو
- 10 مايو – إدوارد توماس هال
- 11 مايو – أنتوني هويش
- 11 مايو – جاكي ميلبورن لاعب كرة قدم إنجليزي.
- 14 مايو – ليزلي غراهام لاعب ومدرب كرة قدم إنجليزي.

### يونيو
- 7 يونيو – دونالد ديفيس
- 14 يونيو – جيمس بلاك
- 18 يونيو – تيري ألن ملاكم من المملكة المتحدة.

### يوليو
- 15 يوليو – ديفيد كوكس

### أغسطس
- 1 أغسطس – جون كليف وارد
- 6 أغسطس – وينيفريد واتكينس عالمة كيمياء حيوية من المملكة المتحدة.
- 29 أغسطس – روي جونز لاعب كرة قدم إنجليزي.

### سبتمبر
- 11 سبتمبر – دايفيد موريس
- 27 سبتمبر – برنارد جونز لاعب كرة قدم من المملكة المتحدة.

### أكتوبر
- 15 أكتوبر – ماري هيس
- 24 أكتوبر – يولين بليس فيلسوف بريطاني.

### ديسمبر
- 12 ديسمبر – دنيس باول

## وفيات

### مارس
- 1 مارس – بيلي ارمسترونغ (مواليد 1891)
- 22 مارس – ويليام ماسيوين (مواليد 1848)

### أبريل
- 1 أبريل – لويد هيلدبراند (مواليد 1870)
- 10 أبريل – نيلسون اناندال (مواليد 1876)

### يونيو
- 9 يونيو – أندرو إيرفين (مواليد 1902)
- 9 يونيو – جورج مالوري (مواليد 1886)
- 16 يونيو – كاثرين ستيفن (مواليد 1856)

### يوليو
- 13 يوليو – ألفرد مارشال (مواليد 1842) عالم اقتصاد بريطاني.

### أغسطس
- 27 أغسطس – وليام بايليس (مواليد 1860)

### سبتمبر
- 1 سبتمبر – جوزيف بلاكبيرن (مواليد 1841)
- 28 سبتمبر – هاري برادشو (مواليد 1854)

### أكتوبر
- 7 أكتوبر – وليام بوتينغ همسلي (مواليد 1843) عالم نبات بريطاني.
- 29 أكتوبر – فرانسيس هودسون برنيت (مواليد 1849)

### نوفمبر
- 20 نوفمبر – إبنيزير كوب مورلي (مواليد 1831) لاعب كرة قدم إنجليزي.